# The Pointer Sisters
 (janvier 2019).
Si vous disposez d'ouvrages ou d'articles de référence ou si vous connaissez des sites web de qualité traitant du thème abordé ici, merci de compléter l'article en donnant les références utiles à sa vérifiabilité et en les liant à la section « Notes et références ».
Pour les articles homonymes, voir Pointer.
The Pointer Sisters est un groupe vocal féminin américain originaire d'Oakland en Californie, populaire dans les années 1970 et 1980. Leur répertoire se compose de genres divers (country, pop, disco, rhythm and blues, soul, etc.). The Pointer Sisters ont reçu trois Grammy Awards et se sont vu décerner en 1994 une étoile au Hollywood Walk of Fame. Treize de leur chansons se sont classées dans le Top 20 des États-Unis entre 1973 et 1985.
À ses débuts en 1969, le groupe se compose de June et Bonnie Pointer. Les deux sœurs chantent alors dans des clubs sous le nom de Pointers, a Pair. Le duo se transforme en trio avec l'arrivée de leur sœur Anita Pointer. À cette époque, elles obtiennent un contrat d'enregistrement avec la maison de disques Atlantic Records. Quelques singles sortent sans rencontrer de succès. En décembre 1972, leur sœur Ruth Pointer se joint au groupe, lequel devient ainsi un quatuor. Elles rejoignent ensuite la maison de disques Blue Thumb Records. Leur premier album éponyme sort en 1973. Le groupe commence alors à connaître le succès et est récompensé par un Grammy Award en 1975 pour leur chanson Fairytale (1974) dans la catégorie « Meilleure performance vocale country ». Bonnie Pointer (1950-2020) quitte le groupe en 1978 pour se consacrer à une carrière en solo au succès modéré.
En tant que trio composé des sœurs June, Ruth et Anita, le groupe connaît ses plus grands succès à la fin des années 1970 et dans les années 1980 grâce aux chansons Fire (1978), He's So Shy (1980), Slow Hand (1981), I'm So Excited (1982, ressortie en 1984), Jump (for My Love) (1984), Automatic (1984) et Neutron Dance (1985) qui atteignirent le Top 10 américain. 
June Pointer, la plus jeune des sœurs, a été toxicomane pendant la plus grande partie de sa carrière et a quitté le groupe en 2004. Elle est morte en avril 2006 à l'âge de 52 ans des conséquences d'un cancer généralisé. June a été remplacée par Issa Pointer, la fille de Ruth. En 2005, ce trio recomposé connaît un nouveau succès en Belgique grâce à la reprise de Sisters Are Doin' It for Themselves avec la chanteuse belge Natalia. Depuis 2009, le groupe est composé d'Anita, Ruth, Issa ainsi que de Sadako Pointer, la petite-fille de Ruth. Bien que les quatre femmes fassent partie du groupe, elles donnent la plupart de leurs représentations en alternance en tant que trio.

## Carrière

### Enfance et débuts
Durant leur enfance à Oakland, les frères et sœurs Pointer sont incités à écouter et chanter du gospel par leurs parents, le révérend Elton Pointer et Sarah Pointer. Le rock and roll et le blues étant considérés par leurs parents comme « la musique du diable », la fratrie ne peut chanter ces styles qu'en leur absence. Les Pointer chantent régulièrement dans une congrégation de West Oakland Church of God in Christ. En grandissant, le goût des sœurs Pointer pour d'autres styles musicaux s'accroît aussi. Après avoir rapporté une copie du disque d'Elvis Presley All Shook Up, Ruth est surprise que sa mère l'autorise à l'écouter. Lors d'une interview en 1993, Anita indique que leur mère semble avoir été tranquillisée par la chanson Crying in the Chapel en face "B" du disque[réf. nécessaire].
Les sœurs sont diplômées de la Oakland Technical High School : Ruth en 1963, Anita en 1965 et Bonnie en 1968. Après avoir quitté l'école, Ruth, l'aînée des sœurs, est déjà mariée avec deux enfants : Faun, né en 1965, et Malik, né en 1966. Anita, la cadette, est aussi mariée avec un enfant, Jada. Bonnie et June, les deux plus jeunes sœurs, souhaitent se lancer dans le show business et forment alors un duo : Pointers, A Pair. Plus tard, Anita décide de laisser son travail de secrétaire pour rejoindre le groupe. Les trois sœurs commencent à donner des représentations et à chanter dans des chœurs pour certains artistes en tournée comme Grace Slick, Sylvester James, Boz Scaggs et Elvin Bishop. En 1971, alors qu'elles forment les chœurs d'Elvin Bishop, les trois sœurs, Bonnie, June et Anita, obtiennent un contrat d'enregistrement avec Atlantic Records. Malgré l'échec de leurs premiers singles, leur sœur aînée Ruth les rejoint en 1972. Le groupe, maintenant quatuor, signe alors un contrat avec Blue Thumb Records pour produire leur premier album.
Dès la signature, les quatre sœurs s'accordent à ne pas suivre la tendance musicale de l'époque, essentiellement pop. Elles souhaitent créer un son original combinant l'instrumentalisation et le chant basés sur le jazz et le bebop. Se souvenant aussi de la pauvreté connue pendant leur enfance et de leur capacité à improviser, elles recherchent des vêtements vintage des années 1940 pour leurs costumes, qui leur donneront l'apparence originale qu'elles désirent.
En 1972, elles sont conviées à enregistrer Pinball Number Count pour une série de dessins animés éducatifs destinés à apprendre aux enfants à compter. Cette série apparaît pour la première fois en 1977 à la télévision américaine dans Sesame Street.
Leur première apparition télévisuelle s'effectue dans la discothèque Troubadour à Los Angeles pour l'émission The Helen Reddy Show. En 1974, elles accompagnent Helen Reddy dans la chanson Showbiz, présente sur son premier album Free and Easy.

### Années Blue Thumb

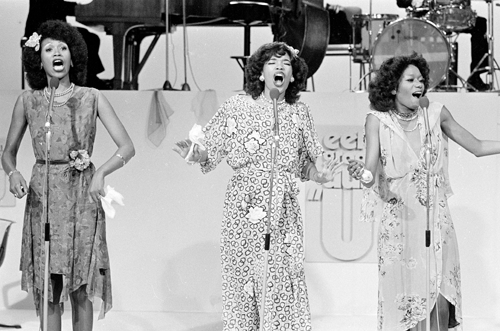
Le groupe en 1974 lors d'un passage à la télévision néerlandaise.

En 1972, les sœurs Pointer signent chez Blue Thumb. Elles sont remarquées en 1973 au festival de Monterey pour leurs harmonies vocales et leur  chorégraphies.
La même année, leur premier album, The Pointer Sisters, est un succès commercial (no 3 R&B et no 13 pop, disque d'or et grand prix de l'Académie Charles-Cros). Les singles principaux sont Yes we can can d'Allen Toussaint — no 12 R&B et no 11 pop en 1973 aux États-Unis — et  Wang dang doodle (no 24 R&B et no 61 pop) ainsi que des reprises de chansons des années 1940.
En 1974, elles lancent That's a plenty, disque d'or lui aussi (no 33 R&B et no 82 pop). Le simple Fairy tale, no 13 pop et no 37 country, obtient un Grammy en tant que meilleure chanson country, mais n'est pas classé dans les charts R&B. Cette chanson fera d'elles d'étonnantes stars du country : elles sont invitées à des manifestations de ce genre de musique, y compris le Grand Ole Opry où elles sont le premier groupe de femmes noires à se produire. Cet album, dans le même style que le précédent, reste très rétro avec, entre autres, une reprise du classique bebop Salt Peanuts avec Herbie Hancock au piano.
Leur troisième album est l'enregistrement d'un concert à San Francisco en avril 1974, Live at the Opera House (no 29 R&B, no 96 pop). Suivra Steppin (no 3 R&B et no 22 pop), avec How long (Betcha' got a chick on the side), no 1 R&B et no 20 pop, Going down slowly, no 16 R&B et no 61 pop en 1975, et Having a party, no 51 R&B et no 176 pop en 1977. Entre les deux derniers, une compilation est sortie, The Best of the Pointer Sisters (no 33 R&B et no 164 pop). Elle contient leurs précédents succès avec en plus You gotta believe, no 14 R&B, un extrait de la bande originale du film Car Wash (1976).
Au début de 1977, les Pointer Sisters se séparent de Robinson et repartent en tournée. June et Anita enregistrent des maquettes en solo, tandis que Ruth a un bébé et que Bonnie va à la Motown où elle obtiendra un certain succès avec deux albums intitulés Bonnie Pointer (1978 et 1979). De ces albums, trois simples se classeront : Free me from my freedom, Heaven must have sent you (qui a connu un explosif remix disco) et I Can't help myself.

### Début des années Planet
En août 1978, Ruth, Anita et June signent chez Planet, le label de Richard Perry. Elles abandonnent alors leurs robes des années 1940, leurs talons compensés et leur premier style pour se consacrer à des reprises de rock (Russ Ballard, Loggins & Messina, Pat Simmons, Sly Stone ou Steve Stills) dès leur premier album pour Planet, Energy (no 9 R&B et no 13 pop en 1978). Le single Fire, reprise de Bruce Springsteen, est no 2 aux États-Unis et disque d'or, avant de devenir un succès international au printemps 1979. L'album aussi est disque d'or (leur troisième). Happiness (d’Allen Toussaint) connaît une version longue et se classe no 18 disco et no 30 pop aux États-Unis en avril 1979. Le maxi propose Fire en face 2 tandis que le 45 tours de Fire offre une chanson inédite en face 2 : Love is like a rolling stone.
En 1979, elles lancent dans la même veine Priority (no 44 R&B et no 72 pop) où l'on trouve (She's got the) Fever, de Springsteen, et Turned up too late, de Graham Parker.
Elles retrouvent le sommet des classements en 1980 avec He's so shy, disque d'or, no 3 pop et no 26 dance, tiré de Special things (no 19 R&B et no 34 pop, disque d'or). Un autre simple est tiré de l'album Could I be dreaming. Movin’ on, la face 2 de He’s so shy, n’est pas sur l’album.
Suit en 1981 Black and white (no 9 R&B et no 12 pop, disque d'or) avec Slow hand, disque d'or no 2 en août 1981 (avec en face 2 un inédit, Holdin' out for love, chanson de Cher, de 1979 devenue un petit succès pour Angela Bofill) et Should I do it, no 13 en 1982.
Cet album est suivi en 1982 de So excited !, dont seront tirés American music no 16 et I'm so excited, no 30 cette même année. Cette dernière chanson sera remixée de manière l'année suivante (n° 28 dance en décembre), accompagnée par le remix dansant de If you wanna get back your lady (n° 48 dance en mars 1983). Deux chansons inédites ne seront disponibles qu’en face 2 de 45 tours : I want to do it with you en face 2 de American music et Nothin' but a heartache en face 2 de I’m so excited.
Puis leur label sort une compilation de dix chansons en novembre 1982, Greatest hits, couvrant leurs albums chez Planet sauf le dernier (no 178 pop).

### AlbumBreak Out
1982 marque la fin de leur période soul-pop, apprécié par un public majoritairement pop. 1983 est l'année du virage vers la variété synthétique. Après la transition des deux remixes, elles lancent à la fin de l'année Break out, un LP qui marque un changement d'orientation : c'est la fin d'un certain pop à l'américaine pour un genre plus universel, accompagné d'une place plus importante accordée à Ruth.
Cette dernière devient l'égale de ses deux sœurs en étant autant présente en voix principale. De plus, la réalisation artistique, tout en restant aux mains de Richard Perry, évolue aussi en donnant plus de place à divers réalisateurs artistiques associés. Le saxophoniste Trevor Lawrence qui avait jusqu'alors tenu ce rôle est remplacé par des habitués des studios : Howie Rice surtout mais aussi Glen Ballard, Brock Walsh, Bruce Roberts ou Andy Goldmark entre autres, qui concoctent aux trois sœurs une variété marquetée pour les radios FM. Du LP Break out on tire six simples : le slow I need you (no 25 pop en novembre), Automatic (no 2 en Angleterre, no 5 en avril 1984 aux États-Unis, accompagné d'un remix de Jellybean no 2 dance), le dansant Jump (no 8 dance en mai et no 3 pop en juin), le remix d’I'm so excited (no 9 pop en octobre), Neutron dance (no 4 dance en décembre et no 6 pop en janvier 1985) — intégré à la BO du film Le Flic de Beverly Hills en 1985 — et Baby come & get it (no 8 dance en avril, no 24 R&B et no 44 pop). Il existe deux versions de ce LP : la version originale et une édition postérieure où Nightline a disparu remplacée par I'm so excited tandis que Jump est remixée, devenant Jump (for my love) pour ne pas être confondue avec le hit homonyme de Van Halen. Nightline, face 2 du simple Automatic, a été pressentie pour faire partie de Thriller de Michael Jackson, qui l’avait même enregistrée, puis a été chantée début 1983 par Ellen Foley (maxi-simple sorti peu après Billie Jean de Michael Jackson) et enfin au printemps 1983 par Randy Crawford. I’m so excited avait été, elle, la face 2 du maxi britannique de I need you avec Slow hand, ce remix de I need you  était d’ailleurs différent de celui du maxi américain. Break out se classe no 6 R&B et no 8 pop aux États-Unis, et no 9 en Angleterre. Dans l'état des lieux annuel réalisé par la revue Billboard, les sœurs sont sacrées artistes de l'année dans la catégorie « musique de danse ». Elle obtiennent deux « American Music Awards » début 1985 dans les catégories « groupe de chanteurs noirs » et « clip vidéo fait par des chanteurs noirs », puis deux Grammys (Jump, meilleure chanson d'un groupe et Automatic meilleur arrangement vocal à plusieurs voix) et enfin l'album devient triple platine à la mi-1985. Une chanson supplémentaire est disponible sur la BO du film Perfect,  All systems go (1984).

### Années RCA
Après ce nouveau son pop-funk, elles enregistrent Just a little closer pour USA for Africa puis Contact, sortis en 1985. À partir de ce moment-là, Planet fait partie de RCA, la maison de disques qui avait distribué les deux opus précédents des trois sœurs. Contact (no 11 R&B et no 25 pop) est un album dans la lignée de Break out. La chanson titre, comme Just a little closer, est écrite par le prometteur Robbie Nevil. On trouve un hit sur l'album, Dare me (no 11 pop en juillet 1985 et no 1 dance en août), chanson disponible dans une version intégrale de 12", avec les mélismes qui sont la marque de fabrique des Pointer Sisters. Sa face 2, I’ll be there, n’est pas disponible sur l’album. Freedom (précédemment chanté par Chaka Khan) et les morceaux dansants « Twist my arm » (n° 15 dance en mars 1986) et Back in my arms seront les simples suivants. Leur musique synthétique devient moins personnelle mais l'album est classé disque de platine et elles gagnent un « American Music Award » dans la catégorie « vidéo de R&B ». La même année sort la compilation Yes we can can, compilation de leurs deux premiers disques chez Blue Thumb (avec Yes we can can, Jada, Cloudburst, Old songs, Sugar de 1973 et That's a plent, Salt peanuts et Black coffee de 1974).
En 1986 sort le LP Hot together (no 39 R&B et no 48 pop). Le simple qui en est tiré est Goldmine (no 33 pop et no 7 dance en novembre), desservi par un video-clip clone de I'm so excited, mais soutenu par un remix où apparaissent des paroles parlées supplémentaires. Shep Pettibone remplace l'ingénieur du son Jim Tract et ses assistants au mixage. Set me free, chanson rythmée et tendue est utilisée pour le générique du film Jumpin' Jack Flash (mais pas sur la BO du film où elle est remplacée par une version de René & Angela). Comme d’habitude, elles sont entourées des mêmes professionnels du studio qui passent et repassent leurs chansons à plusieurs interprètes : Set me free est dans ce cas mais aussi Taste qui avait été chanté en 1985 par Siedah Garrett et son groupe Deco sur la BO du film Fast forward. Dans ce disque comme dans les précédents il y a peu de ballades sauf All I know is the way I feel éditée en 45 tours en février 1987 avec un inédit en face 2, Translation.
Fin 1986, les Pointer Sisters collaborent à Respect yourself de Bruce Willis (no 5 pop). June est celle qui chante le plus sur le titre et son solo est visible dans le clip.
L'année suivante, elles font une infidélité à Richard Perry en se faisant réaliser Be there par Narada Michael Walden (no 42). Elle est reprise dans la BO du film Le Flic de Beverly Hills 2 et éditée en simple en septembre 1987 alors que son enregistrement date de 1985. Cette chanson est remixée par Thompson/Barbiero. En face 2 du 12" single on y trouve même une version complètement a cappella. À la fin de cette même année, elles chantent Santa Claus is comin' to town sur l'album A & M, A very special Christmas, tandis que sort Sweet et soulful, une compilation de ce qu'elles ont chanté chez Planet.
Fin 1987, les activités tournant autour du cinéma continuent et c'est leur nouveau simple He turned me out qui est choisi pour Action Jackson, avec Translation en face 2 du simple. Classé no 37 dance en mars 1988, il est tiré du LP Serious slammin (no 152 pop en 1988), un album sur lequel travaillent de nouveaux réalisateurs artistiques associés, auteurs et mixeurs : Norman Whitfield Jr, James Reese, LeMel Humes et Marylee Kortes entre autres. Cet album dans la lignée des précédents contient des morceaux de danse comme la chanson titre, Shut up & dance ou Flirtatious, et des slows comme I will be there, avec en prime un remix de My life par Thompson/Barbiero.
Toujours en 1988, elles chantent Power of persuasion pour le film Caddyshack II. En 1989, elles reprennent Summer in the city des Lovin' Spoonful pour la BO de Karaté Kid 3, ainsi que Mr Lee, leur dernière production Richard Perry (sur l'album Rock, rhythm & blues). Sort une nouvelle compilation la même année, The Best of the Pointer Sisters. Cette compilation de treize chansons de 1978 à 1985 inclut huit remixes jusqu'alors seulement disponibles en 12" single. Un double vinyle lui fait pendant, From the Pointer Sisters with love : avec la même pochette que le précédent, il est cependant composé de quatorze chansons lentes retraçant leur carrière chez Planet.

### Années 1990
En 1990, elles signent pour la Motown et deviennent coproducteurs exécutif. Leur nouveau LP Right rhythm est réalisé entre autres par James Anthony Carmichael et elles retrouvent Marti Sharron qui avait coécrit pour elles Jump en 1983 et Say the word en 1986. C'est un album dont le son est dans la lignée de Serious slammin. Il est soutenu par Friends' advice remixé par Shep Pettibone, devenu entre-temps le mixeur house à la mode. Le second simple est le slow After you, suivi d'un troisième, Insanity, réalisé par M. Sharron (no 11 dance en novembre 1990).
En 1991, elles participent au disque Garfield : am I cool or what ?, réalisé par André Fischer : elles y chantent Nine lives. Après le lancement d'une autre compilation, The Best of the Pointer Sisters, elle enregistrent fin 1993 chez SBK Only sisters can do that, lancé début 1994. Il est réalisé par Peter Wolf (sauf une chanson par Keith Forsey). Le registre est plus adulte, plus rock avec It ain't a man's world, Don't walk away, Feel for the physical et Love, sex or money, dance avec des « stop and go » tendus et des harmonies vocales pour mettre en valeur Ruth. Les arrangements vocaux sont d'ailleurs faits par elles-mêmes. En 1994, elles enregistrent une reprise de Chain of fools sur l'album Rhythm country and blues : c'est un duo avec Clint Black, qui y joue de l'harmonica, réalisé par Don Was.
En 1995, elles jouent dans la revue Ain't misbehavin' à Broadway et sortent l'album correspondant en 1996, Highlights from Ain’t misbehavin’, qui semble être un retour à leur style Blue Thumb.

### Années 2000
À l'automne 2002, les Pointer Sisters effectuent une tournée Night of the Proms en Europe, marquant l'entrée d'Issa Pointer, la fille de Ruth Pointer, en remplacement de June Pointer. Selon Ruth Pointer, « Anita et moi avions discuté depuis un certain temps de la possibilité de faire alterner Issa et la fille d'Anita, Jada, à la troisième place de la liste... Issa a été choisi [pour y aller] en premier parce qu'elle avait l'expérience du chant en solo dans de nombreuses manifestations en Nouvelle-Angleterre ». Les Pointer Sisters enregistrent leur premier album avec Issa Pointer à la place de June Pointer en avril 2004 avec The Pointer Sisters - Live in Billings enregistré au Alberta Bair Theatre à Billings, dans le Montana. Le premier enregistrement en studio des Pointer Sisters mettant en vedette Issa Pointer a été "Christmas in New York" pour YMC Records www.ymcrecords.com, enregistré au cours de l'été 2005 pour la sortie de la collection saisonnière multi-artistes Smooth & Soulful Christmas Collection sur YMC Records, Christmas in New York, permet aux Pointer Sisters de faire une nouvelle apparition sur un hit-parade du Billboard, le titre atteignant la 21e place du classement du Billboard Adult Contemporary. L'enregistrement suivant du groupe est un remake de Sisters Are Doin' It for Themselves d'Eurythmics enregistré avec Natalia Druyts, une chanteuse belge. En 2008, Anita Pointer et Ruth Pointer enregistrent un autre album des Pointer Sisters, The Pointer Sisters Favorites, qui consiste en des remakes de dix des plus grands succès du groupe.

## Carrières solo
Une des caractéristiques du groupe est la complémentarité des voix (de la soprano à la contralto), ainsi que la tessiture ample de chaque chanteuse et la souplesse des voix. Ceci leur permet d'envisager une carrière individuelle. Des quatre sœurs, trois s'orientent d'ailleurs, définitivement ou le temps d'un album, vers des carrières solo.
Celle dont le succès est le plus important, quoique bref, est Bonnie, née le 11 juillet 1951. De 1971 à 1978, elle fait partie du groupe de ses sœurs. En 1978, elle sort un album soul chez Motown intitulé sobrement Bonnie Pointer. Elle y reprend notamment le Heaven must have sent you, des Elgins. Cette chanson connaîtra deux versions différentes : la version LP agréablement soul-jazzy et un remix disco, partiellement rechanté. Ce remix permettra à la chanson de se classer no 8 disco, no 52 R&B et no 11 pop (le 28 juillet 1979 pour ce dernier classement). Les deux versions de Bonnie Pointer sont disponibles sur le maxi-simple. En Angleterre, la première version sort en simple en janvier 1979, la deuxième en juillet 1979 et enfin en avril 1985 Heaven must have sent you est rééditée en simple en même temps que ces autres classiques motowniens des années disco que sont Love Hangover, Got to Give It Up et Don't Leave Me This Way. Heaven must have sent you avait été précédée de Free me from my freedom, classé no 10 R&B. La version longue du 12" présente un exemple rare de chanson disco avec un solo de banjo, s'ajoutant au classique solo de basse. Puis vient un second LP, intitulé lui aussi Bonnie Pointer, sur lequel elle reprend un autre standard Motown, I can't help myself des Four Tops : elle est classée no 4 disco et no 40 pop (le 16 février 1980 pour le classement pop). Le second simple est le slow Deep inside my soul. L'album sort en octobre et se classe no 63 en décembre 1979. Les deux albums sont réalisés par son mari Jeffrey Bowen, qui avait auparavant réalisé des albums pour les Temptations.
Après une période de procès avec la Motown, elle sort en 1984 If the price is right, avec sensiblement la même équipe, un LP de variétés qui doit son charme à sa présence vocale et son timbre si particulier. Il est soutenu par deux singles 12", Premonition et Your touch. Elle contribue en 1984 à la BO du film Heavenly bodies avec The beast in me, réalisé par Gœtzman et Piccirillo. Sur la BO du film, on trouve une autre chanson d'elle, Heaven.
Sa sœur June tente également une carrière en solo, sans grand succès ; elle sort deux albums à deux périodes charnière du groupe : Baby Sister en 1983 (avant Break out) et June Pointer en 1989 (après les productions de Perry et avant que le trio ne passe à la Motown). Le second album est assez réussi grâce à de nombreux réalisateurs artistiques : Narada, Bacharach/Bayer Sager, David Foster ou Kashif entre autres. Le 12" en est Tight on time, remixé par Taavi Möte. En 1987, elle avait chanté un duo avec Dionne Warwick, Heartbreak of love, disponible en simple. June Pointer est décédée le 11 avril 2006 d'un cancer.
La troisième sœur à lancer un disque en solo est Anita avec Love for what it is en 1987, soutenu par des simples comme Overnight success (no 41 R&B), dansant ou More than a memory, avec de nombreux remixes. Sur ce disque réalisé en majorité par Preston Glass, on trouve parmi les choristes la fille d'Anita Pointer, Jada, ainsi que Linda Greene, ex-Peaches du duo disco Peaches & Herb. L'album avait été précédé en 1986 par Too many times un duo avec son collègue de RCA Earl Thomas Conley et la chanson s'était classée no 2 dans les charts country. Conley est en effet un chanteur de country qui a eu de grands succès dans le genre comme l'album du même nom que la chanson classé no 3 grâce entre autres à deux autres chansons no 1. Conley est d'ailleurs détenteur d'un curieux record : celui du seul chanteur ayant eu quatre chansons no 1 extraites d'un seul album, Don't make it easy on me, sorti en 1983 et classé en 1984. Tous ces classements sont ceux des listes country.
Même en solo, elles font largement appel à leurs sœurs pour assurer les chœurs. Ruth n'a jamais sorti de LP en solo. Elle a seulement participé fin 1988 à la BO du dessin animé Oliver et compagnie avec Streets of gold, une chanson de Tom Snow et Dean Pitchford.

## Albums

### Albums studio
| Année                                                      | Titre                    | Classements | Classements | Classements | Certifications États-Unis | Label          |
| Année                                                      | Titre                    | U.S. Pop    | U.S. R&B    | UK Pop      | Certifications États-Unis | Label          |
| ---------------------------------------------------------- | ------------------------ | ----------- | ----------- | ----------- | ------------------------- | -------------- |
| 1973                                                       | The Pointer Sisters      | 13          | 3           | —           | Or                        | Blue Thumb     |
| 1974                                                       | That's a Plenty          | 82          | 33          | —           | Or                        | Blue Thumb     |
| 1975                                                       | Steppin'                 | 22          | 3           | —           | —                         | ABC/Blue Thumb |
| 1977                                                       | Having a Party           | 176         | 51          | —           | —                         | ABC/Blue Thumb |
| 1978                                                       | Energy                   | 13          | 9           | —           | Or                        | Planet         |
| 1979                                                       | Priority                 | 72          | 44          | —           | —                         | Planet         |
| 1980                                                       | Special Things           | 34          | 19          | —           | Or                        | Planet         |
| 1981                                                       | Black & White            | 12          | 9           | 21          | Or                        | Planet         |
| 1982                                                       | So Excited!              | 59          | 24          | —           | —                         | Planet         |
| 1983                                                       | Break Out                | 8           | 6           | 9           | Triple platine            | Planet         |
| 1985                                                       | Contact                  | 25          | 11          | 34          | Platine                   | RCA            |
| 1986                                                       | Hot Together             | 48          | 39          | —           | —                         | RCA            |
| 1988                                                       | Serious Slammin'         | 152         | —           | —           | —                         | RCA            |
| 1990                                                       | Right Rhythm             | —           | —           | —           | —                         | Motown         |
| 1993                                                       | Only Sisters Can Do That | —           | —           | —           | —                         | SBK            |
| "—" denotes the album failed to chart or was not certified |                          |             |             |             |                           |                |

### Albums en concert
| Année                                                      | Titre                   | Classements | Classements | Classements | Certifications États-Unis | Label          |
| Année                                                      | Titre                   | U.S. Pop    | U.S. R&B    | UK Pop      | Certifications États-Unis | Label          |
| ---------------------------------------------------------- | ----------------------- | ----------- | ----------- | ----------- | ------------------------- | -------------- |
| 1974                                                       | Live at the Opera House | 96          | 29          | —           | —                         | ABC/Blue Thumb |
| 2004                                                       | The Collection          | —           | —           | —           | —                         | Madacy         |
| "—" denotes the album failed to chart or was not certified |                         |             |             |             |                           |                |

### Compilations
| Année                                                      | Titre                                                      | Classements | Classements | Classements | Certifications États-Unis | Label          |
| Année                                                      | Titre                                                      | U.S. Pop    | U.S. R&B    | UK Pop      | Certifications États-Unis | Label          |
| ---------------------------------------------------------- | ---------------------------------------------------------- | ----------- | ----------- | ----------- | ------------------------- | -------------- |
| 1976                                                       | The Best of the Pointer Sisters                            | 164         | 33          | —           | —                         | ABC/Blue Thumb |
| 1982                                                       | Pointer Sisters' Greatest Hits                             | 178         | —           | —           | —                         | Planet         |
| 1989                                                       | Greatest Hits                                              | —           | —           | —           | —                         | RCA            |
| 1989                                                       | Jump: The Best of the Pointer Sisters                      | —           | —           | 11          | —                         | RCA            |
| 1996                                                       | Fire: The Very Best of the Pointer Sisters                 | —           | —           | —           | —                         | RCA            |
| 1997                                                       | Yes We Can Can: The Best of the Blue Thumb Recordings      | —           | —           | —           | —                         | Hip-O          |
| 2002                                                       | The Best of the Pointer Sisters                            | —           | —           | —           | —                         | RCA            |
| 2004                                                       | Platinum & Gold Collection                                 | —           | —           | —           | —                         | RCA            |
| 2004                                                       | The Millennium Collection: The Best of the Pointer Sisters | —           | —           | —           | —                         | Hip-O          |
| 2017                                                       | Automatic - The Best of (double CD)                        |             |             |             |                           | Sony Music     |
| "—" denotes the album failed to chart or was not certified |                                                            |             |             |             |                           |                |

## Singles
| Year                                                       | Single                                    | Chart positions | Chart positions | Chart positions | Chart positions | Chart positions |
| Year                                                       | Single                                    | U.S. Pop        | U.S. R&B        | U.S. AC         | U.S. Dance      | UK Pop          |
| ---------------------------------------------------------- | ----------------------------------------- | --------------- | --------------- | --------------- | --------------- | --------------- |
| 1971                                                       | Don't Try to Take the Fifth               | —               | —               | —               | —               | —               |
| 1972                                                       | Destination No More Heartaches            | —               | —               | —               | —               | —               |
| 1973                                                       | Yes We Can Can                            | 11              | 12              | —               | —               | —               |
| 1973                                                       | Wang Dang Doodle                          | 61              | 24              | —               | —               | —               |
| 1974                                                       | Steam Heat                                | 108             | —               | —               | —               | —               |
| 1974                                                       | Fairytale                                 | 13              | —               | 13              | —               | —               |
| 1975                                                       | Live Your Life Before You Die             | 89              | —               | 31              | —               | —               |
| 1975                                                       | How Long (Betcha Got a Chick on the Side) | 20              | 1               | —               | —               | —               |
| 1975                                                       | Going Down Slowly                         | 61              | 16              | —               | —               | —               |
| 1976                                                       | You Gotta Believe (From Car Wash)         | 103             | 14              | —               | —               | —               |
| 1977                                                       | Having a Party                            | —               | 62              | —               | —               | —               |
| 1977                                                       | I Need a Man                              | —               | —               | —               | —               | —               |
| 1978                                                       | Fire                                      | 2               | 14              | 21              | —               | 34              |
| 1979                                                       | Everybody Is a Star                       | —               | —               | —               | —               | 61              |
| 1979                                                       | Happiness                                 | 30              | 20              | —               | 18              | —               |
| 1979                                                       | Blind Faith                               | 107             | —               | —               | —               | —               |
| 1979                                                       | Who Do You Love                           | 106             | —               | —               | —               | —               |
| 1980                                                       | He's So Shy                               | 3               | 10              | 13              | 26              | —               |
| 1980                                                       | Could I Be Dreaming                       | 52              | 22              | —               | 26              | —               |
| 1980                                                       | We've Got the Power                       | —               | —               | —               | 26              | —               |
| 1980                                                       | Es Tan Timido                             | —               | —               | —               | —               | —               |
| 1980                                                       | Where Did the Time Go                     | —               | —               | —               | —               | —               |
| 1981                                                       | Slow Hand                                 | 2               | 7               | 6               | —               | 10              |
| 1981                                                       | What a Surprise                           | —               | 52              | —               | —               | —               |
| 1981                                                       | Sweet Lover Man                           | —               | —               | —               | —               | —               |
| 1982                                                       | Should I Do It                            | 13              | —               | 19              | —               | 50              |
| 1982                                                       | American Music                            | 16              | 23              | 9               | —               | —               |
| 1982                                                       | I'm So Excited                            | 30              | 46              | —               | 28              | —               |
| 1983                                                       | If You Wanna Get Back Your Lady           | 67              | 44              | —               | 48              | 47              |
| 1983                                                       | I Need You                                | 48              | 13              | 15              | 2               | 25              |
| 1984                                                       | Automatic                                 | 5               | 2               | 36              | 2               | 2               |
| 1984                                                       | Jump (for My Love)                        | 3               | 3               | 11              | 8               | 6               |
| 1984                                                       | I'm So Excited (remix)                    | 9               | —               | 25              | —               | 11              |
| 1984                                                       | Neutron Dance                             | 6               | 13              | 23              | 4               | 31              |
| 1985                                                       | Baby Come and Get It                      | 44              | 24              | —               | 8               | 76              |
| 1985                                                       | Dare Me                                   | 11              | 6               | 32              | 1               | 17              |
| 1985                                                       | Freedom                                   | 59              | 25              | 16              | —               | —               |
| 1986                                                       | Twist My Arm                              | 83              | 61              | —               | 15              | —               |
| 1986                                                       | Goldmine                                  | 33              | 17              | 27              | 7               | 78              |
| 1986                                                       | Sexual Power                              | —               | —               | —               | 7               | —               |
| 1987                                                       | All I Know Is the Way I Feel              | 93              | 69              | 36              | —               | —               |
| 1987                                                       | Mercury Rising                            | —               | 49              | —               | —               | —               |
| 1987                                                       | Be There" (From Beverly Hills Cop II)     | 42              | —               | —               | —               | 78              |
| 1988                                                       | He Turned Me Out (From Action Jackson)    | —               | 39              | —               | 37              | —               |
| 1988                                                       | I'm in Love                               | —               | 67              | 36              | —               | —               |
| 1988                                                       | Power of Persuasion (From Caddyshack II)  | —               | —               | —               | —               | —               |
| 1990                                                       | Friends' Advice (Don't Take It)           | —               | 36              | —               | —               | 97              |
| 1990                                                       | After You                                 | —               | —               | —               | —               | —               |
| 1990                                                       | Insanity                                  | —               | 62              | —               | 11              | —               |
| 1993                                                       | Don't Walk Away                           | —               | —               | —               | —               | —               |
| "—" denotes the single failed to chart or was not released |                                           |                 |                 |                 |                 |                 |

### Anecdotes
- En 1993,  le groupe se voit décerner une étoile sur le Hollywood Walk of Fame dans le quartier d'Hollywood à Los Angeles.
- Les Pointer Sisters font une courte apparition dans le film Donnie Brasco sorti en 1997. Dans une scène se passant dans un cabaret, elles interprètent le morceau Happiness.
- En 2025 La Deuxième bande annonce du Jeu Vidéo Grand Theft Auto VI publié par Rockstar Games utilise la chanson Hot Together, ce qui par effet ricochet, fait exploser le nombres d'écoute sur les plateformes de streaming du morceau

## Anciens membres
- Anita Pointer
- Bonnie Pointer
- June Pointer

## Décès
Le 11 avril 2006, à Santa Monica en Californie, June Pointer, 52 ans, meurt des suites d'un cancer causé par l'abus d'alcool et de drogues. Bonnie Pointer meurt le 8 juin 2020 à Los Angeles. Anita Pointer meurt d'un cancer le 31 décembre 2022. 